# Greement

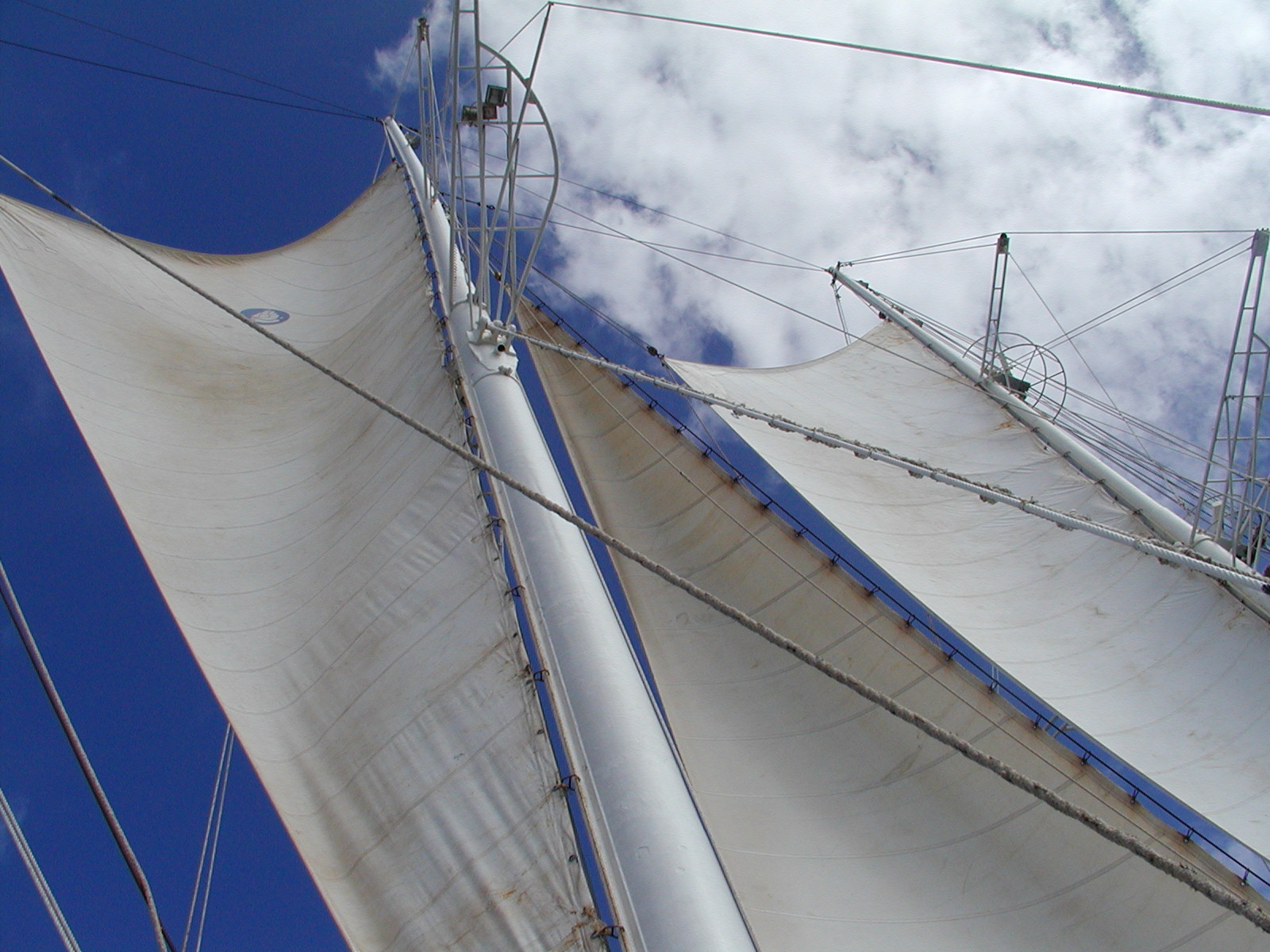

Greement (în engleză rig) se numește totalitatea arborilor (catargelor), cu vergi, manevre și vele, a unei nave sau ambarcațiuni cu vele (velier). Folosirea acestui termen numai pentru manevrele fixe și curente ale unui velier este improprie.
Noțiunea de arboradă și greement denumește modul de dispunere al arborilor unui velier și tipul predominant al velelor folosite. Se deosebesc:
- greement pătrat (în engleză square rig), la care toți arborii sau majoritatea lor sunt prevăzuți cu vele pătrate. În această categorie intră: 
  - a) greementul de navă (în engleză ship-rig) la care toți arborii poartă vele pătrate;
  - b) greementul de navă bare (în engleză barque-rig), la care arborele artimon este echipat numai cu vele aurice;
  - c) greementul de bric (în engleză brig-rig), la care cei doi arbori ai velierului poartă vele pătrate.
- greement auric (în engleză fore and aft rig), la care arborii sunt echipați cu vele aurice și vele latine (focuri). Este larg răspândit, deoarece poate fi manevrat de un echipaj redus. Tipul reprezentativ al velierelor cu greement auric este „Goeleta".
- greement mixt.